# Curt Bloch
Kurt David Bloch, später Curt Bloch, (* 9. November 1908 in Dortmund; † 14. Februar 1975 in New York City) war ein deutschamerikanischer Schriftsteller. Während er sich als verfolgter Jude in den Niederlanden in der Zeit des Holocaust versteckte, schrieb er 96 satirische Magazine über die Nazis im Allgemeinen und Hitler im Besonderen sowie über die niederländische Kollaboration mit den Nationalsozialisten. In fast 500 Gedichten, die er in den Heften veröffentlichte, gewährte er auch Einblicke in seine Gemütszustände im Versteck.

## Leben
Nachdem Adolf Hitler 1933 in Deutschland an die Macht gekommen war, konnte Curt Bloch seine Arbeit als Jurist nicht mehr fortführen. Er flüchtete nach Amsterdam und fand eine Anstellung bei einem Importunternehmen für Persische Teppiche.
In der Folge der deutschen Invasion im Jahr 1940 wurde Bloch von dem Teppichunternehmen nach Den Haag versetzt. Aufgrund der zunehmenden Entrechtung der Juden und der „Arisierung“ der niederländischen Unternehmen verlor er jedoch in den Folgemonaten seine Arbeit. In Enschede arbeitete er für den städtischen Judenrat – eine Organisation, die von den Nationalsozialisten zur Durchsetzung ihrer Dekrete gegenüber der jüdischen Bevölkerung eingesetzt worden war. Curt Bloch war dort als Berater für Auswanderungsangelegenheiten tätig, doch bald drohte auch ihm die Gefahr der Deportation in ein Konzentrationslager. Er fand zunächst Zuflucht und Schutz im Haus des Leichenbitters Albertus Menneken und seiner Frau Aleida in Enschede. Die Person, die das Versteck für ihn organisiert hatte, war Leendert Overduin, ein Pastor der Reformierten Kirche, der mit seinem Unterstützungsnetzwerk in Enschede rund eintausend Juden helfen konnte. Zusammen mit einem weiteren jüdischen Paar konnte sich Curt Bloch rund zwei Jahre auf dem Dachboden im Haus des Ehepaars Menneken verstecken. In wechselnden Unterkünften, zuletzt bei der Familie Hulshof in Borne, überlebte er anschließend die Zeit der deutschen Besetzung bis zu seiner Befreiung im April 1945.
Nach dem Krieg kehrte Bloch nach Amsterdam zurück und begegnete dort Ruth Kan, einer Überlebenden des Konzentrationslagers Auschwitz. Das Paar heiratete im Juli 1946. Im Jahr 1948 emigrierten Curt und Ruth Bloch nach New York.

## Untergrundmagazine
In seinem Versteck in Enschede begann Bloch damit, ein wöchentliches Magazin herzustellen, Het Onderwater-Cabaret. Der Name des Heftes leitet sich daraus ab, dass Bloch als Untergetauchter dem Blick der Öffentlichkeit verborgen und damit „unter Wasser“ blieb. Inspiration zu seinen Texten und Collagenmaterial für die Gestaltung seiner Titelseiten fand er in Illustrierten und Tageszeitungen, die ihm seine Unterstützer neben Lebensmitteln und anderen Dingen des täglichen Gebrauchs überließen. Bloch publizierte 96 Magazine – 95 Hefte und eine Spezialausgabe. Jedes Heft umfasste mehrere Gedichte, verfasst auf Niederländisch oder Deutsch.
Obwohl Bloch sein Versteck nicht verlassen durfte, versuchte er dennoch, seine Arbeit anderen Untergetauchten und ihren Unterstützern zugänglich zu machen. Die Magazine wurden von Mitversteckten und den Personen in seiner Hausgemeinschaft gelesen. Außerdem wurden sie über Kuriere in andere Häuser gebracht, in denen Juden versteckt waren. Seine Gedichte gaben Hoffnung und ermöglichten mit ihrem unterhaltsamen Stil einen kurzen Ausbruch aus der harten Realität. Die Verbreitung des „Unterwasser-Kabaretts“ spielte innerhalb des Widerstandsnetzwerks in Enschede eine wichtige Rolle bei der Stärkung von Gemeinschaftsgefühl und Resilienz für diejenigen, die von den Nazis unterdrückt wurden.
Die letzte Ausgabe von Curt Blochs Magazinen erschien am 3. April 1945, kurz nach der Befreiung von Enschede. Auf dem Titelblatt sieht man eine Fotomontage; sie zeigt zwei Personen, die aus einer Dachluke klettern. Die Überschrift dieser Ausgabe lautet: „Überwasser-Finale des Unterwasser-Kabaretts“.
Bloch sammelte die Magazine, die nach der Zirkulation durch das Widerstandsnetzwerk Enschede immer wieder zu ihm zurückkamen, und nahm sie bei seiner Emigration im Jahr 1948 nach New York mit.

## Wiederentdeckung
Nach Blochs Tod im Jahr 1975 blieben seine Magazine in seiner Familie weitgehend unbeachtet, bis seine Enkelin auf die Hefte stieß und sie näher untersuchte. Sie bemühte sich um eine Förderung, um die Geschichte der Hefte und ihres kreativen Inhaltes weiter zu erforschen.
Schließlich fand die Tochter von Curt Bloch zwei Personen in Europa, die ihr dabei halfen, den Nachlass ihres Vaters wieder öffentlich zugänglich zu machen. Zum einen übernahm der niederländische Historiker und Autor Gerard Groeneveld intensive Recherchen zum Projekt und publizierte das niederländische Buch „Het Onderwater Cabaret – Satirisch verzet van Curt Bloch“.
Zum anderen verständigte sich die Tochter von Curt Bloch mit dem deutschen Designer und Autor Thilo von Debschitz darauf, eine dreisprachige Website mit sämtlichen Inhalten des „Onderwater Cabaret“ zu entwickeln; diese Website umfasst über 1.600 Originalscans sowie Transkriptionen und Übersetzungen in insgesamt drei Sprachen. Die Erstellung der Seite basierte zum überwiegenden Teil auf ehrenamtlicher Arbeit eines internationalen Netzwerks. Die Website wird sukzessive um Audio-Dateien ergänzt, so wurden ausgewählte Gedichte bereits von Überlebenden des Holocaust, aber auch von den Schauspielerinnen Barbara Auer, Iris Atzwanger und Bibiana Beglau, von den Schauspielern Robert Dölle, Markus Scheumann und Raphael Dwinger sowie von Satirikern und Kabarettisten wie Jan Böhmermann, Claus von Wagner und Jacques Klöters eingelesen. Die Website wurde mit dem Grimme Online Award 2024 ausgezeichnet und erhielt darüber hinaus Preise durch den Art Directors Club Deutschland, den European Design Awards 2024 und den US-amerikanischen Designwettbewerb Print Awards 2024.
Thilo von Debschitz reaktivierte darüber hinaus einen Kontakt der Familie Bloch mit dem Jüdischen Museum Berlin (JMB), der auf das Jahr 2014 zurückreichte. In der Folge einigte sich das Museum mit der Familie Bloch auf die Übernahme der Originalhefte und die Präsentation einer Ausstellung, die am 8. Februar 2024 unter dem Titel „Mein Dichten ist wie Dynamit – Curt Blochs Het Onderwater Cabaret“ eröffnet wurde. Die Dauer der Ausstellung war ursprünglich bis 26. Mai 2024 in der Eric F. Ross Galerie des Jüdischen Museums Berlin geplant und wurde wegen der großen Nachfrage bis zum 23. Juni 2024 verlängert. Das JMB begleitet die Ausstellung mit einer Sonderausgabe seines JMB Journals und einem umfangreichen digitalen Angebot (siehe Weblinks).

## Rezeption
Am 8. Dezember 2023 widmete das Süddeutsche Zeitung Magazin eine Strecke von 14 Seiten Curt Bloch, seiner Familie und dem „Onderwater-Cabaret“. Wenige Tage später veröffentlichte die New York Times einen umfangreichen Beitrag zum selben Thema. Am 18. Januar 2024 war auch im britischen Guardian ein Artikel zum unerwarteten Fund der Satirehefte zu lesen. Mit der Eröffnung der Ausstellung im Jüdischen Museum und der Freischaltung der Website www.curt-bloch.com im Februar 2024 erfolgte eine umfangreiche Berichterstattung in deutschen und ausländischen Medien. Besondere Erwähnung fand die Onlinepräsenz auch im Podcast „Fest & Flauschig“ von Jan Böhmermann und Olli Schulz (Reichweite: ca. 1 Mio. Hörerinnen und Hörer), die sich in ihrer Ausgabe vom 7. April 2024 mit der Geschichte von Curt Bloch beschäftigten und auf die Website hinwiesen. Böhmermann rezitierte dabei die Gedichte „Der schiefe Turm“ und „Ein Ziel“.

## Werke
- Das Unterwasser-Cabaret : 1943-1945, herausgegeben von Aubrey Pomerance, Jüdisches Museum Berlin, Berlin : Die Andere Bibliothek, April 2025, ISBN 978-3-8477-0492-8